# Irena Szczurowska
Irena Szczurowska (ur. 15 września 1941 w Krakowie) – polska aktorka teatralna, filmowa i telewizyjna.

## Życiorys
W 1963 ukończyła Państwową Wyższą Szkołę Teatralną im. Ludwika Solskiego w Krakowie. Aktorka związana ze scenami warszawskimi: Teatru Klasycznego (1963–1965) i Teatru Polskiego (1965–1988).
Występowała również w Teatrze Telewizji, m.in. w spektaklach: Miód kasztelański według Józefa Ignacego Kraszewskiego w reż. Józefa Słotwińskiego (1964), Fantazy Juliusza Słowackiego w reż. Jerzego Antczaka (1965), Prof. Skutarewski Leonida Leonowa w reż. Konstantego Ciciszwilego (1971), Kaukaskie kredowe koło Bertolta Brechta w reż. Macieja Zenona Bordowicza (1972), Lipcowe tarapaty Erskine Caldwella w reż. Daniela Bargiełowskiego jako Katy Barlow (1974), Babbitt Sinclaira Lewisa w reż. Henryka Kluby jako Zilla Riesling (1975) oraz w Spazmach modnych Wojciecha Bogusławskiego w reż. Ewy Bonackiej jako Lukrecja (1975) i Wakacjach kata Jerzego Gierałtowskiego w reż. Zygmunta Hübnera jako Malajka (1991).
Jej pierwszym mężem był Jarosław Abramow-Newerly. Z małżeństwa z Leszkiem Teleszyńskim ma córkę Karolinę.

## Filmografia
- Sposób bycia (1965) – Mariolka, córka bohatera
- Ktokolwiek wie... (1966) – Ela, uczestniczka wycieczki etnografów
- Mocne uderzenie (1966) – Majka, narzeczona Kuby
- Piekło i niebo (1966) – Katarzyna Słaboś „Kika”
- Powrót na ziemię (1966) – Renata, przyjaciółka Edka
- Mąż pod łóżkiem w cyklu Komedie pomyłek (1967) – Liza
- Stawka większa niż życie (serial telewizyjny) (1967) – Greta (odc. 14. Edyta)
- Przystań (1970) – „Białowłosa”
- System (1971) – Lena
- W labiryncie (serial telewizyjny) (1988–1990)

## Odznaczenia
- Srebrny Krzyż Zasługi (1988)
- Zasłużony dla Teatru Polskiego w Warszawie (1988)